# Christian Oster
Christian Oster (Parigi, 1949) è uno scrittore francese.

## Biografia
Nato a Parigi nel 1949, ha debuttato in campo letterario scrivendo dei polar negli anni ottanta.
Nel 1989 ha pubblicato il suo primo romanzo, Volley-ball, al quale hanno fatto seguito numerose opere e una ventina di libri per l'infanzia.
Nel 1999 è stato insignito del Prix Médicis grazie al romanzo Il mio grande appartamento e nel 2002 il regista Claude Berri ha trasposto in pellicola Une femme de ménage.

## Opere principali

### Romanzi gialli
- La Pause du tueur (1984)
- Noctambule (1985)
- Le Fou sur la colline (1985)

### Romanzi
- Volley-ball (1989)
- L'Aventure (1993)
- Le Pont d'Arcueil (1994)
- Paul au téléphone (1996)
- Le Pique-nique (1997)
- Lontano da Odile (Loin d'Odile, 1998), Roma, Nottetempo, 2005 traduzione di Leonella Prato Caruso ISBN 88-7452-029-8.
- Il mio grande appartamento (Mon grand appartement, 1999), Firenze, Barbes, 2010 traduzione di Alessandra Arico ISBN 978-88-6294-015-3.
- Une femme de ménage (2001)
- In treno (Dans le train, 2002), Roma, Nottetempo, 2003 traduzione di Leonella Prato Caruso ISBN 88-7452-007-7.
- Les Rendez-vous (2003)
- L'Imprévu (2005)
- Sur la dune (2007)
- Trois hommes seuls (2008)
- Nella cattedrale (Dans la cathédrale, 2010), Firenze, Barbes, 2012 traduzione di Alessandra Arico ISBN 978-88-6294-185-3.
- Rouler (2011)
- En ville (2013)
- Il cuore del problema (Le Cœur du problème, 2015), Firenze, Clichy, 2017 traduzione di Tommaso Guerrieri ISBN 978-88-6799-323-9.
- La vie automatique (2017)
- Massif central (2018)

## Filmografia
- Une femme de ménage (2002) regia di Claude Berri (soggetto)

## Alcuni riconoscimenti
- Prix Médicis: 1999 per Il mio grande appartamento
- Prix Landerneau: 2013 per En ville